# Hector Lombard
Hector Lombard (Perico, 2 de fevereiro de 1978) é um lutador de MMA cubano naturalizado australiano, atualmente compete no Bare Knuckle FC. No Judô, Lombard foi campeão cubano e disputou as Jogos Olímpicos de Verão de 2000 por Cuba. Já foi Campeão Peso Médio do Bellator, do Cage Fighting Championships e Australian Fighting Championship.

## Artes marciais mistas
Hector Lombard, faixa preta de 4° grau em Judô e ex-competidor olímpico por Cuba. Lombard atualmente treina com a equipe mundialmente renomeada  American Top Team instalada em Coconut Creek, Florida. Marcus "Conan" Silveira (treinador da ATT) premiou Lombard com a faixa preta em Jiu Jitsu Brasileiro após sua vitória no CFC 12.

### Pride
Em 2006, Lombard lutou duas vezes no Pride Fighting Championships, perdendo as duas por decisão unânime, uma para Akihiro Gono e a outra para Gegard Mousasi.

### Cage Fighting Championship
Lombard fez o evento principal do primeiro evento do Cage Fighting Championship em 28 de Julho de 2007, onde ele enfrentou o australiano Kyle Noke. O resultado foi um empate polêmico. Em 23 de Novembro de 2007, Lombard derrotou o kickboxer e ator francês, Jean-François Lénogue para se tornar o Campeão Peso Médio do CFC. Ele defendeu seu título pela sexta vez contra Art Santore. Lombard em seguida defendeu seu título com sucesso pela sétima vez contra o veterano do UFC Joe Doerksen no CFC 16 em 25 de Março de 2011.

### Ultimate Fighting Championship
Lombard era esperado para competir na promoção no UFC 78, mas foi forçado a se retirar devido a problemas com o visto.

### EliteXC
Em 18 de Abril de 2008, EliteXC divulgou um comunicado de imprensa citando que havia assinado com Hector Lombard. Seu primeiro oponente era esperado para ser Scott Smith em Novembro, mas a luta depois foi cancelada após a falência da promoção.

### Bellator MMA
Em 6 de Janeiro de 2009, foi anunciado que Hector Lombard havia assinado com o Bellator MMA.
Ele lutou e derrotou Virgil Lozano e Damien Stelly para fazer a final e lutar pelo Cinturão Inaugural Peso Médio do Bellator. Lombard derrotou Jared Hess por interrupção médica no quarto round para vencer o Título dos Médios.
Lombard era esperado para enfrentar Paulo Filho em uma luta não válida pelo título em 13 de Maio de 2010 no Bellator 18, mas Filho se retirou da luta em 10 de Maio devido a um problema com o seu visto e foi substituído por Jay Silva. Lombard conseguiu o nocaute mais rápido da história do Bellator com um nocaute em seis segundos, ultrapassando Eddie Sanchez e seu nocaute em dez segundos sobre Jay White.
Lombard então enfrentou o ex-jogador da NFL Herbert Goodman em uma luta não válida pelo título em 12 de agosto de 2010 no Bellator 24. Ele venceu a luta por nocaute no primeiro round.
Em 28 de Outubro de 2010 Lombard enfrentou Alexander Shlemenko em uma luta entre o vencedor da primeira temporada contra o vencedor da segunda temporada para manter o Cinturão Peso Médio do Bellator no Bellator 34. Ele foi o primeiro lutador na história do Bellator a defender com sucesso seu título em qualquer divisão de peso.
A próxima luta de Lombard foi contra Falaniko Vitale em uma luta não válida pelo título no Bellator 44. Ele venceu a luta por nocaute no terceiro round.
Lombard lutou novamente em outra luta não válida pelo título contra Trevor Prangley no Bellator 58 em 19 de Novembro de 2011. Lombard venceu a luta por nocaute técnico no segundo round.
Em 30 de Janeiro de 2012 seu contrato com o Bellator expirou.

### Australian Fighting Championship
Lombard também conquistou o Cinturão Inaugural Peso Médio do AFC quando finalizou Jesse Taylor no segundo round com uma chave de calcanhar no Australian Fighting Championship 2. No primeiro e no começo do segundo round Lombard usou sua força para segurar Taylor no chão. Essa vitória estendeu seu sequência de lutas sem derrota para 24 vitórias e 1 empate.

### Ultimate Fighting Championship
Foi confirmado em 24 de Abril de 2012 que Hector Lombard havia assinado com o UFC, evitando assim sua revanche no Bellator com Alexander Shlemenko.
Lombard era esperado para fazer sua estréia no UFC contra Brian Stann em 4 de Agosto de 2012 no UFC on Fox: Shogun vs. Vera.  Porém, Stann foi forçado a se retirar da luta com uma lesão no ombro. Com isso, Lombard foi retirado do card e colocado para enfrentar Tim Boetsch em 21 de Julho de 2012 no UFC 149, substituindo o lesionado Michael Bisping. Lombard perdeu sua luta de estréia no UFC. Mesmo Lombard tendo marcado um knockdown e duas quedas, Boetsch venceu por decisão dividida, encerrando sua invencibilidade de 25 lutas invicto.
Lombard enfrentou Rousimar Palhares em 15 de Dezembro e 2012 no UFC on FX: Sotiropoulos vs. Pearson. Lombard nocauteou Palhares no primeiro round com o ground and pound após derrubar Palhares com socos.
Lombard foi derrotado por Yushin Okami no UFC on Fuel TV: Silva vs. Stann em 3 de Março de 2013 por decisão dividida.
Lombard desceu para os meio médios contra Nate Marquardt em 19 de Outubro de 2013 no UFC 166. Hector venceu por nocaute ainda no primeiro round.
Ele fez sua segunda luta na categoria dos meio médios contra Jake Shields em 15 de Março de 2014 no UFC 171 e venceu por decisão unânime.
Lombard enfrentaria Dong Hyun Kim em 23 de Agosto de 2014 no UFC Fight Night: Bisping vs. Le, em Macau. Porém, uma lesão o tirou do evento, sendo substituído por Tyron Woodley.
Lombard enfrentou o veterano Josh Burkman em 3 de Janeiro de 2015 no UFC 182. Ele venceu por decisão unânime, porém seu teste anti-dopagem revelou a presença de esteroides anabolizantes e esta luta terminou em no contest (sem resultado). Lombard foi suspenso do esporte por um ano além de multa pecuniária.

## Cartel no MMA
| Cartel no MMA       |             |             |
| 47 lutas            | 34 vitórias | 10 derrotas |
| Por nocaute         | 19          | 3           |
| Por finalização     | 7           | 0           |
| Por decisão         | 8           | 6           |
| Por desqualificação | 0           | 1           |
| Empates             | 1           | 1           |
| No contest          | 2           | 2           |

| Res.    | Cartel      | Oponente              | Método                                           | Evento                                | Data       | Round | Tempo | Local                     | Notas |
| ------- | ----------- | --------------------- | ------------------------------------------------ | ------------------------------------- | ---------- | ----- | ----- | ------------------------- | --- |
| Derrota | 34-10-1 (2) | Thales Leites         | Decisão (unânime)                                | UFC Fight Night: Santos vs. Anders    | 22/09/2018 | 3     | 5:00  | São Paulo                 | |
| Derrota | 34-9-1 (2)  | CB Dollaway           | Desqualificação (socos ilegais)                  | UFC 222: Cyborg vs. Kunitskaya        | 03/03/2018 | 1     | 5:00  | Las Vegas, Nevada         | Lombard atingiu Dollaway com 2 socos após o sino para o final do round ter tocado e foi desqualificado.   |
| Derrota | 34-8-1 (2)  | Anthony Smith         | Nocaute Técnico (socos)                          | UFC Fight Night: Rockhold vs. Branch  | 16/09/2017 | 3     | 2:33  | Pittsburgh, Pensilvânia   | |
| Derrota | 34-7-1 (2)  | Johny Hendricks       | Decisão (unânime)                                | UFC Fight Night: Lewis vs. Browne     | 19/02/2017 | 3     | 5:00  | Halifax, Nova Scotia      | |
| Derrota | 34-6-1 (2)  | Dan Henderson         | Nocaute (chute na cabeça e cotovelada invertida) | UFC 199: Rockhold vs. Weidman II      | 04/06/2016 | 2     | 1:27  | Inglewood, California     | |
| Derrota | 34-5-1 (2)  | Neil Magny            | Nocaute Técnico (socos)                          | UFC Fight Night: Hunt vs. Mir         | 19/03/2016 | 3     | 0:46  | Brisbane                  | |
| NC      | 34-4-1 (2)  | Josh Burkman          | Sem Resultado                                    | UFC 182: Jones vs. Cormier            | 03/01/2015 | 3     | 5:00  | Las Vegas, Nevada         | Lombard testou positivo para esteróides anabolizantes e o resultado da luta foi alterado para No Contest. |
| Vitória | 34-4-1 (1)  | Jake Shields          | Decisão (unânime)                                | UFC 171: Hendricks vs. Lawler         | 15/03/2014 | 3     | 5:00  | Dallas, Texas             | |
| Vitória | 33-4-1 (1)  | Nate Marquardt        | Nocaute (socos)                                  | UFC 166: Velasquez vs. dos Santos III | 19/10/2013 | 1     | 1:48  | Houston, Texas            | Estréia nos Meio Médios.                                                                                  |
| Derrota | 32-4-1 (1)  | Yushin Okami          | Decisão (dividida)                               | UFC on Fuel TV: Silva vs. Stann       | 03/03/2013 | 3     | 5:00  | Saitama                   | |
| Vitória | 32-3-1 (1)  | Rousimar Palhares     | Nocaute Técnico (socos)                          | UFC on FX: Sotiropoulos vs. Pearson   | 14/12/2012 | 1     | 3:38  | Gold Coast                | |
| Derrota | 31-3-1 (1)  | Tim Boetsch           | Decisão (dividida)                               | UFC 149                               | 21/07/2012 | 3     | 5:00  | Calgary, Alberta          | Estreia no UFC                                                                                            |
| Vitória | 31-2-1 (1)  | Trevor Prangley       | Nocaute Técnico (socos)                          | Bellator 58                           | 19/09/2011 | 2     | 1:06  | Hollywood, Florida        | Lutou em um Peso Combinado (195 Ibs).                                                                     |
| Vitória | 30-2-1 (1)  | Jesse Taylor          | Finalização (chave de calcanhar)                 | AFC 12                                | 03/03/2011 | 2     | 1:26  | Melbourne                 | Ganhou o Cinturão Inaugural dos Médios do AFC.                                                            |
| Vitória | 29-2-1 (1)  | Falaniko Vitale       | Nocaute (soco)                                   | Bellator 44                           | 14/05/2011 | 3     | 0:54  | Atlantic City, New Jersey | Luta não válida pelo cinturão.                                                                            |
| Vitória | 28-2-1 (1)  | Joe Doerksen          | Nocaute Técnico (interrupção médica)             | CFC 16                                | 25/03/2011 | 1     | 4:13  | Sydney                    | Defendeu o Cinturão Peso Médio do CFC.                                                                    |
| Vitória | 27-2-1 (1)  | Alexander Shlemenko   | Decisão (unânime)                                | Bellator 34                           | 28/10/2010 | 5     | 5:00  | Hollywood, Florida        | Defendeu o Cinturão Peso Médio do Bellator.                                                               |
| Vitória | 26-2-1 (1)  | Herbert Goodman       | Nocaute (socos)                                  | Bellator 24                           | 12/08/2010 | 1     | 0:38  | Hollywood, Florida        | Luta não válida pelo cinturão.                                                                            |
| Vitória | 25-2-1 (1)  | Jay Silva             | Nocaute (socos)                                  | Bellator 18                           | 13/05/2010 | 1     | 0:05  | Monroe, Luisiana          | Lutou em um Peso Combinado (190 Ibs).                                                                     |
| Vitória | 24-2-1 (1)  | Art Santore           | Nocaute Técnico (interrupção médica)             | CFC 12                                | 12/03/2010 | 1     | 4:23  | Sydney                    | Defendeu o Cinturão Peso Médio do CFC.                                                                    |
| Vitória | 23-2-1 (1)  | Joey Gorczynski       | Decisão (unânime)                                | G-Force Fights                        | 04/02/2010 | 3     | 5:00  | Miami, Florida            | Lutou no Peso Meio Pesado.                                                                                |
| Vitória | 22-2-1 (1)  | Kalib Starnes         | Finalização (mata leão)                          | CFC 11                                | 20/11/2009 | 1     | 1:55  | Sydney                    | Defendeu o Cinturão Peso Médio do CFC.                                                                    |
| Vitória | 21-2-1 (1)  | Jared Hess            | Nocaute Técnico (interrupção médica)             | Bellator 12                           | 19/06/2009 | 4     | 1:41  | Hollywood, Florida        | Final do Torneio de Médios da 1ª Temporada; Ganhou o Cinturão Peso Médio do Bellator.                     |
| Vitória | 20-2-1 (1)  | Damien Stelly         | Nocaute (soco)                                   | Bellator 9                            | 29/05/2009 | 1     | 2:56  | Monroe, Luisiana          | Semifinais do Torneio de Médios da 1ª Temporada.                                                          |
| Vitória | 19-2-1 (1)  | Virgil Lozano         | Nocaute (soco)                                   | Bellator 3                            | 17/04/2009 | 1     | 1:10  | Norman, Oklahoma          | Quartas de finais do Torneio de Médios da 1ª Temporada.                                                   |
| Vitória | 18-2-1 (1)  | Ron Verdadero         | Nocaute Técnico (suplex e socos)                 | CFC 7                                 | 20/02/2009 | 1     | 0:20  | Sydney                    | Defendeu o Cinturão Peso Médio do CFC.                                                                    |
| Vitória | 17-2-1 (1)  | Brian Ebersole        | Finalização (lesão no joelho)                    | CFC 5                                 | 12/09/2008 | 4     | 1:56  | Sydney                    | Defendeu o Cinturão Peso Médio do CFC.                                                                    |
| Vitória | 16-2-1 (1)  | Fabiano Capoani       | Nocaute (cotoveladas)                            | CFC 4                                 | 23/05/2008 | 2     | 0:23  | Sydney                    | Defendeu o Cinturão Peso Médio do CFC.                                                                    |
| Vitória | 15-2-1 (1)  | Tristan Yunker        | Nocaute (joelhadas)                              | CFC 3                                 | 15/02/2008 | 1     | 3:10  | Sydney                    | Defendeu o Cinturão Peso Médio do CFC.                                                                    |
| Vitória | 14-2-1 (1)  | Damir Mihajlovic      | Decisão (unânime)                                | Serbia vs. Australia                  | 21/12/2007 | 3     | 5:00  | Austrália                 | |
| Vitória | 13-2-1 (1)  | Jean-François Lenogue | Decisão (unânime)                                | CFC 2                                 | 23/11/2007 | 3     | 5:00  | Sydney                    | Ganhou o Cinturão Inaugural Peso Médio do CFC.                                                            |
| Vitória | 12-2-1 (1)  | Tatsuya Kurisu        | Nocaute Técnico (socos e tiros de meta)          | X-Agon 2                              | 02/11/2007 | 1     | 0:48  | Sydney                    | |
| Empate  | 11-2-1 (1)  | Kyle Noke             | Empate                                           | CFC 1                                 | 28/07/2007 | 3     | 5:00  | Sydney                    | |
| Vitória | 11-2 (1)    | Fabio Galeb           | Nocaute (soco)                                   | OFC 1                                 | 19/05/2007 | 1     | 3:24  | Sydney                    | |
| Vitória | 10-2 (1)    | Yusaku Tsukumo        | Decisão (unânime)                                | WR 9                                  | 12/05/2007 | 3     | 5:00  | Gold Coast                | |
| Vitória | 9-2 (1)     | James Te-Huna         | Finalização Verbal (lesão)                       | WR 8                                  | 23/03/2007 | 1     | 3:50  | Sydney                    | |
| Vitória | 8-2 (1)     | Eiji Ishikawa         | Nocaute (soco)                                   | DEEP 28                               | 16/02/2007 | 1     | 0:50  | Tóquio                    | |
| Derrota | 7-2 (1)     | Gegard Mousasi        | Decisão (unânime)                                | Pride Bushido 13                      | 05/11/2006 | 2     | 5:00  | Yokohama                  | Repescagem do GP de Meio Médios do Pride de 2006.                                                         |
| Vitória | 7-1 (1)     | Jae Young Kim         | Finalização (chave de braço)                     | Spirit MC 9                           | 08/10/2006 | 1     | 1:36  | Seul                      | |
| Vitória | 6-1 (1)     | Michael Ravenscroft   | Decisão (unânime)                                | Dojo KO                               | 22/07/2006 | 3     | 5:00  | Melbourne                 | |
| Derrota | 5-1 (1)     | Akihiro Gono          | Decisão (unânime)                                | Pride Bushido 11                      | 04/04/2006 | 2     | 5:00  | Saitama                   | Primeiro Round do GP de Meio Médios do Pride de 2006.                                                     |
| Vitória | 5-0 (1)     | Mathew Toa            | Finalização (chave de braço)                     | UP                                    | 01/04/2006 | 1     | 0:36  | Gold Coast                | |
| Vitória | 4-0 (1)     | Daiju Takase          | Nocaute (soco)                                   | X-plosion 13                          | 18/03/2006 | 1     | 4:40  | Gold Coast                | |
| Vitória | 3-0 (1)     | David Frendin         | Nocaute (soco)                                   | XFO 10                                | 03/03/2006 | 1     | 0:52  | Gold Coast                | Ganhou o Cinturão Inaugural dos Meio-Pesados do XFC.                                                      |
| Vitória | 2-0 (1)     | Adam Bourke           | Finalização (chave de pé)                        | XFC 9                                 | 26/11/2005 | 1     | 1:44  | Gold Coast                | |
| NC      | 1-0 (1)     | Chris Brown           | Sem Resultado (cabeçada acidental)               | WR 3                                  | 12/03/2005 | 1     | N/A   | Brisbane                  | Brown foi nocauteado por uma cabeçada acidental.                                                          |
| Vitória | 1-0         | Michael Grunindike    | Decisão (unânime)                                | SRF 11                                | 26/04/2004 | 2     | 5:00  | Gold Coast                | |